# Goislau da Croácia
Goislau (em croata: Gojslav; em latim: Goislaus) foi rei da Croácia de 1000 a 1020. Chegou ao poder com seu irmão Cresimiro III ao vencerem seu outro irmão Esvetoslau Suronja (r. 997–1000), que ascendeu após a morte de seu pai Estêvão Dirzislau (r. 969–997).